# Певек (порт)
Порт Певе́к — арктический морской порт федерального значения на трассе Северного морского пути, расположенный в Чаунской губе Восточно-Сибирского моря. Является самым северным морским портом России. Находится на территории города Певека.

## Природные условия
Акватория морского порта защищена от ледовой нагрузки со стороны открытого моря и штормового ветра рельефом береговой полосы и островами Большой и Малый Роутан, при этом возможны сильные ветра юго-восточного направления порывами до 40 м/с и выше. При скорости ветра 15 м/с ветровое течение достигает скорости 1,5 узла. В тёплое время года в акватории плавают льдины, пригоняемыми северными ветрами. Наблюдаются сгонно-нагонные колебания уровня моря, достигающие при нагоне воды 2 метров, при сгоне — 1,4 метра от среднего уровня. На побережье, у причалов часто отмечаются переменные течения.
Навигация осуществляется в период с июля по октябрь. Период навигации может быть расширен при благоприятной ледовой обстановке.

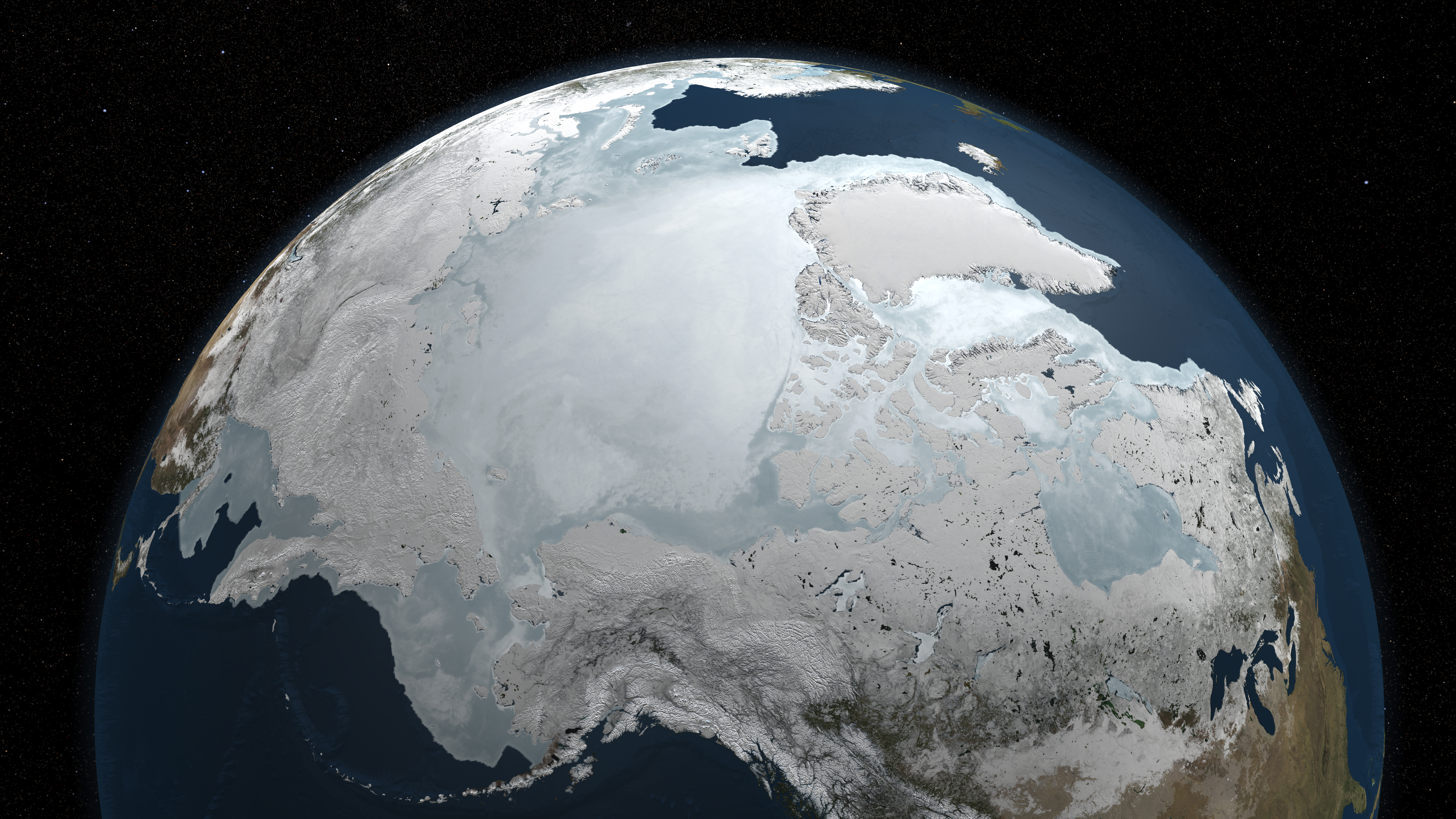
6 марта 2010
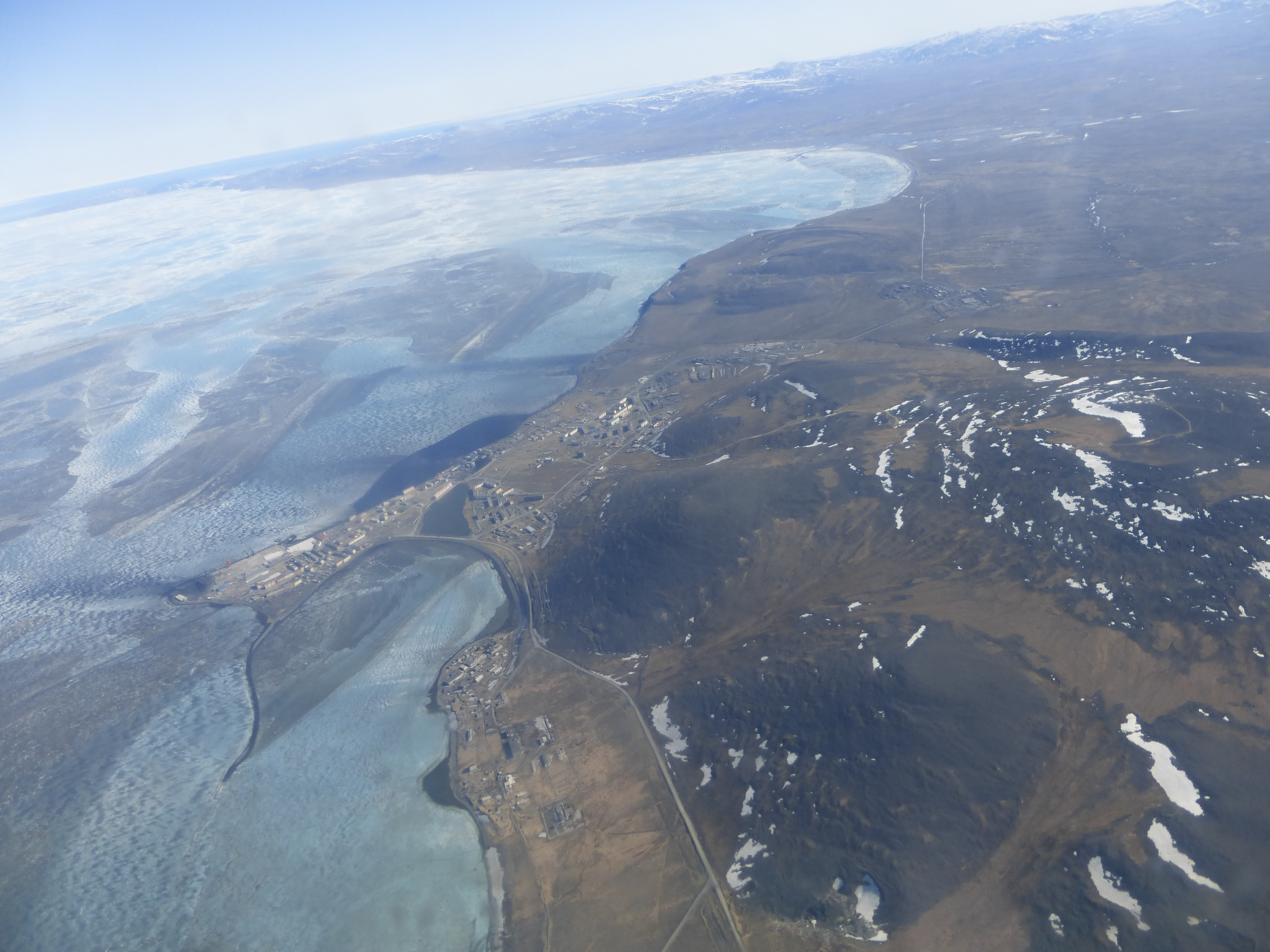
4 июня 2015
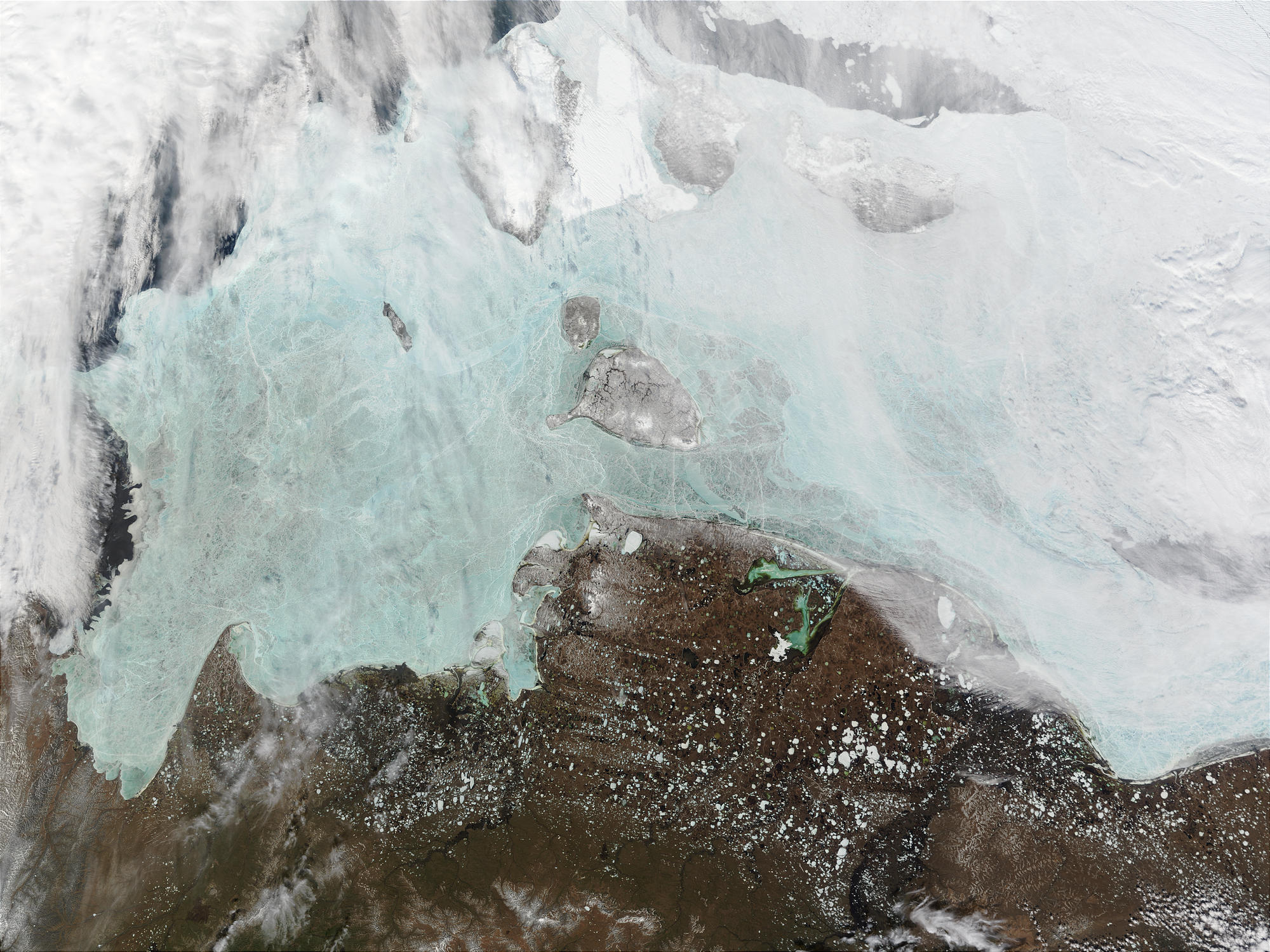
16, 23 июня 2002
июнь-август 2008
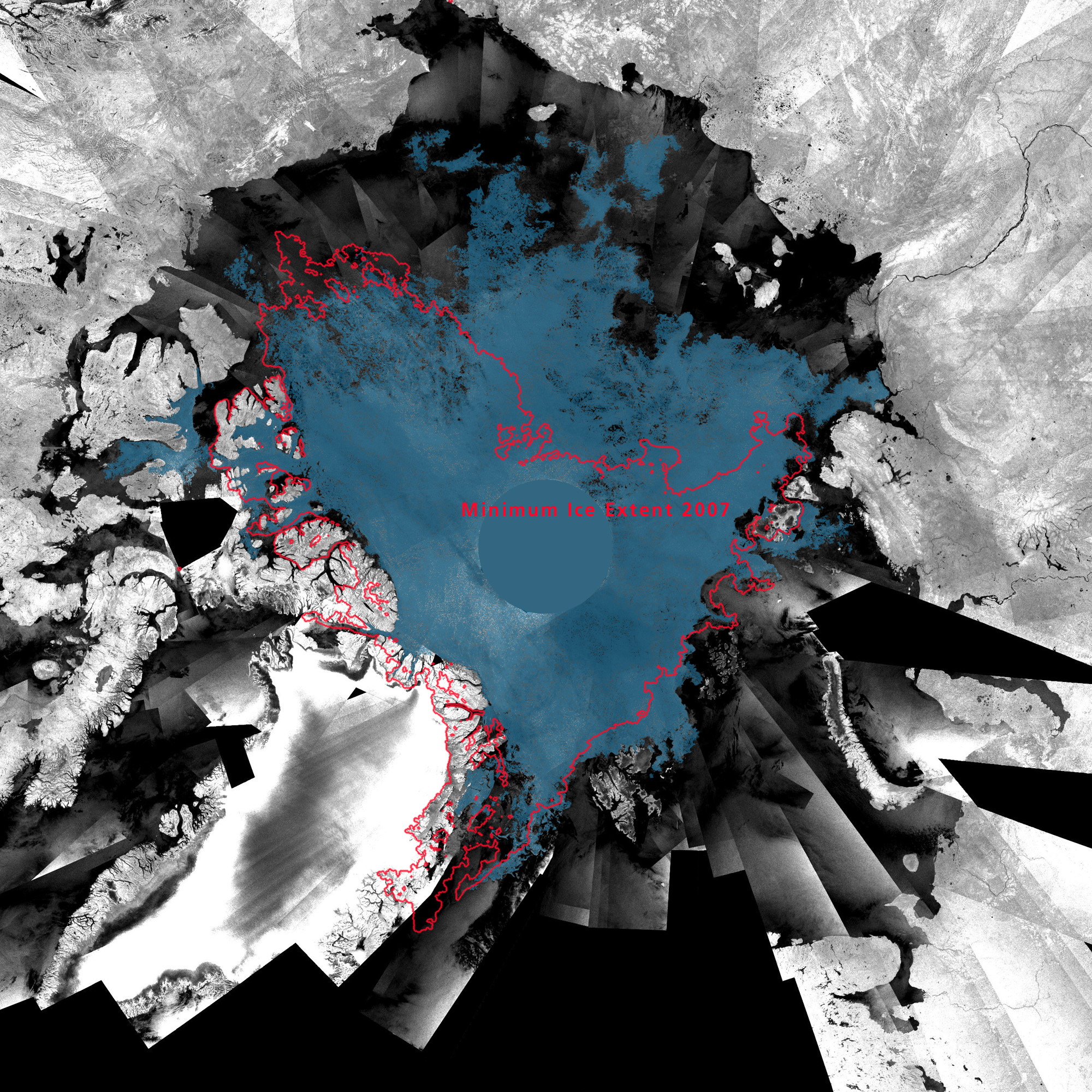
август 2008 (красным сентябрь 2007)
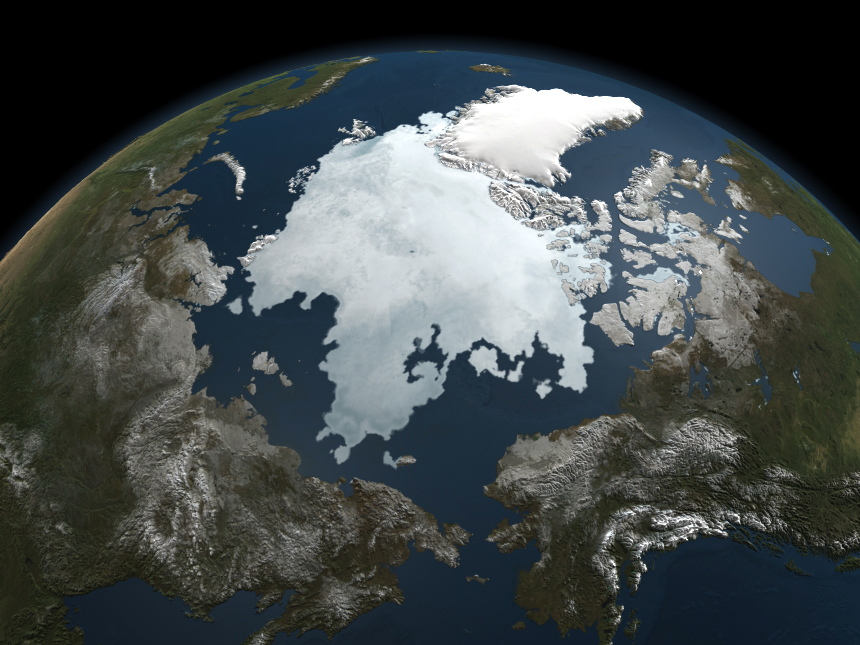
3 сентября 2010
1-11 сентября 2005, 2006, 2007
15 сентября 2008

## История
Дата основания считается 20 апреля 1951 года, когда было организовано Управление арктического морского порта Певек, входящее в систему Дальстроя. Созданию порта способствовали открытие богатых месторождений золота в Чаунском районе Чукотского полуострова и их дальнейшая активная разработка. Порт состоял из одной причальной линии, включающей четыре свайных причала длиной 429,5 метра, при этом ещё не имел почти никакой механизации, производственных и служебных помещений, и по существу не отвечал своему назначению. Всего на тот момент имелось 3 гусеничных крана, работы велись судовыми лебёдками и вручную, в смене работало до 900 человек (в основном — заключённые).
25 октября 1957 года решением Совета Министров СССР арктический порт Певек вошёл в состав Дальневосточного морского пароходства Министерства морского флота. В том же году началось масштабное строительство гидротехнических сооружений, производственных корпусов и жилья для работников порта.
В 1960-х гг. здесь было впервые в Арктике построено 4 шпунтовых причала с твердым бетонным покрытием, общая длина причальной стенки достигла 499 метров. Действовало 14 портальных кранов, построены стояночный и ремонтный гаражи.
В 1970—80 годы Певек становится базовым портом для переработки перевалочных грузов колымского направления, поток которых с каждым годом постоянно возрастал. В 1982 году за достигнутые успехи в обеспечении перегрузки народнохозяйственных грузов для развивающихся районов Колымы и Чукотки морской торговый порт Певек был награждён орденом «Знак Почёта».
С 1983 года в порт начали прибывать суда усиленного ледового класса типа «Норильск».
В 1990-е годы в связи с ликвидацией основных предприятий горнодобывающей промышленности Чаун-Чукотки произошло резкое падение грузооборота, однако предприятие смогло сохранить костяк высококвалифицированных кадров и продолжить работу.
В 1997 году морской порт Певек был преобразован в открытое акционерное общество.
С 2003 года действует каботажная контейнерная морская линия ДВ-1/44 «FESCO Anadyr Direct Line» («FADL») на маршруте Владивосток-Анадырь-Эгвекинот  с факультативным заходом в порт Певек. Сезонность линии с апреля по ноябрь.
В 2006 году в состав порта вошёл грузовой участок на Мысе Шмидта.
В ближайшем будущем морской порт Певек планируется реконструировать, где будет создана перевалочная база для экспорта мелкофракционного каменного угля из Якутии в Китай мощностью до 500 тысяч тонн в год. Согласно этому проекту весной 2013 года здесь был установлен 50-метровый портальный кран грузоподъемностью 40 тонн.
Для обеспечения приёма судов с большой осадкой предполагается вынос причальной стенки в целях увеличения причальных глубин до 16-18 метров.
Также планируется размещение в порту спасательного подразделения МЧС, пограничного и таможенного постов.
С июля по сентябрь 2013 года  было осуществлено 120 судозаходов.
В 2015 году, за 153 дня навигации, было осуществлено 134 судозахода  в порт, объём перевалки составил до 355,6 тыс. тонн.
В январе 2017 в порт ледокольной проводкой доставили материалы для строительства причала плавучей ТЭС. В 2019 ПАТЭС «Академик Ломоносов» прибыла в Певек.
В Чаунском краеведческом музее история порта представлена тематической экспозицией.

## Собственники
Порт на 99,99 % принадлежит чукотскому ООО «Территория-инвест», которое в свою очередь принадлежит кипрским офшорным компаниям Tesina Trading&Investment Ltd. (99 %) и Allport Investments Ltd. (1 %).

## Описание порта
Порт доступен судам для захода в акваторию порта с осадкой до 13 м; для подхода к причалу — от 7,8 до 9,3 м (в зависимости от места постановки). Максимальная длина судов, обрабатываемых у морского терминала составляет 177,2 м, максимальная ширина — 24,55 м.
Открыт для захода судов в период летней навигации с начала июля по конец октября. В благоприятные годы возможно прибытие судов без ледокольного сопровождения.
Для оказания помощи транспортным судам при их швартовке (отшвартовке, перетяжке) имеется буксир-кантовщик. Портальные краны порта работают при скорости ветра до 15 м/сек. Переработка генерального груза производится в круглосуточном режиме.
Время в пути судов, выходящих из Находки составляет 14-16 дней, из Мурманска — 10-12 дней.
Порт является действительным членом Ассоциации морских торговых портов — ASOP.
В Певеке располагается Певекский лоцмейстерский гидрографический отряд (Певекская гидробаза) - подразделение ФГУП «Гидрографическое предприятие» (Росатом).

### Производственная инфраструктура
В порту имеется 4 причала и 1 вспомогательный пирс. Первый причал используется в основном для выгрузки угля, на втором и третьем причалах производится обработка генеральных грузов и минерально-строительных материалов. Четвёртый причал задействован для слива нефтепродуктов с танкеров.
В акватории порта действуют пять якорных стоянок с глубинами 15-30 метров. Якорная стоянка № 1 предназначена для сухогрузов, № 2 — для сухогрузов и ледоколов, № 3 — для судов с взрывоопасными грузами и судов с ядерными энергетическими установками, № 4 — для танкеров, № 5 — для карантинной стоянки судов.
Перевалка грузов осуществляется двадцатью портальными кранами различной грузоподъемности (от 10 до 40 т), новым автокраном грузоподъёмностью 50 т, а также несколькими гусеничными кранами грузоподъемностью 25 тонн. Имеется несколько портовых спецтягачей грузоподъемностью 37,5 т, более двух десятков автопогрузчиков грузоподъемностью от 1,5 до 7 тонн, большое количество тракторов и бульдозеров и специального перегрузочного оборудования.
Торговый порт располагает крытыми складами площадью около 2 тыс. м², открытыми складскими площадками площадью 147 тыс. м².

## Современное состояние
К 2013 году инфраструктура порта оказалась очень сильно изношена физически и морально. Эксплуатация самого протяжённого причала (186 м) официально запрещена ещё с 1996 года, второй причал находился частично в аварийном состоянии — из его длины в 180 метров действовала только половина. Максимальная длина принимаемого судна была ограничена 134 метрами.
В августе 2013 г. порт был открыт для захода иностранных судов. В октябре 2013 г. в порту был открыт грузовой сезонный (с июля по октябрь) пункт пропуска через государственную границу РФ.
В 2016 году началась реконструкция первых двух причалов. Их работа при этом не прерывалась. При условии благоприятных погодных условий работы предполагается закончить в декабре 2017 года.
В 2017 году начался снос многоэтажных домов микрорайона «Коса», на месте которых расположатся дополнительные площади складской территории порта.
С сентября 2019 года по 28 сентября 2021 выполнялась реконструкция причалов № 1 и № 2.
Запланировано строительство морского терминала на мысе Наглейнын.
С 2020 года действует грузовая морская линия ДВ-3/21 «FESCO Arctic Line» (FAL) на маршруте Певек-Провидения-Циндао. Сезонность линии с июля до ноября. На грузоперевозке работает теплоход ФЕСКО Парис.
В августе 2022 г. был одобрен проект береговой станции НАВТЕКС.

## Терминалы
Общее количество причалов — 3.
Основные операторы морских терминалов:
- Морской ордена "Знак Почета" торговый порт Певек — 3 (универсальный терминал)

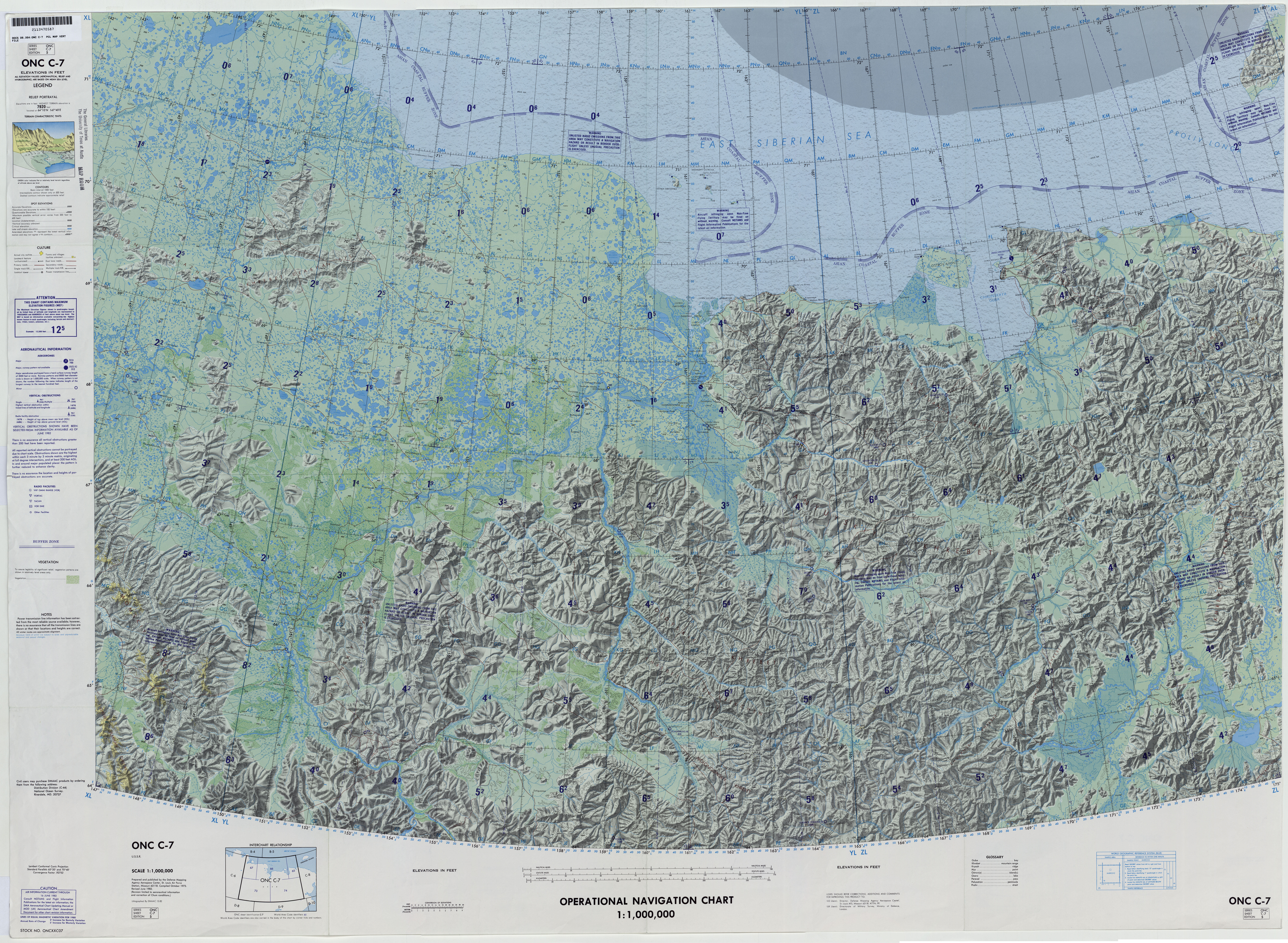
C-7
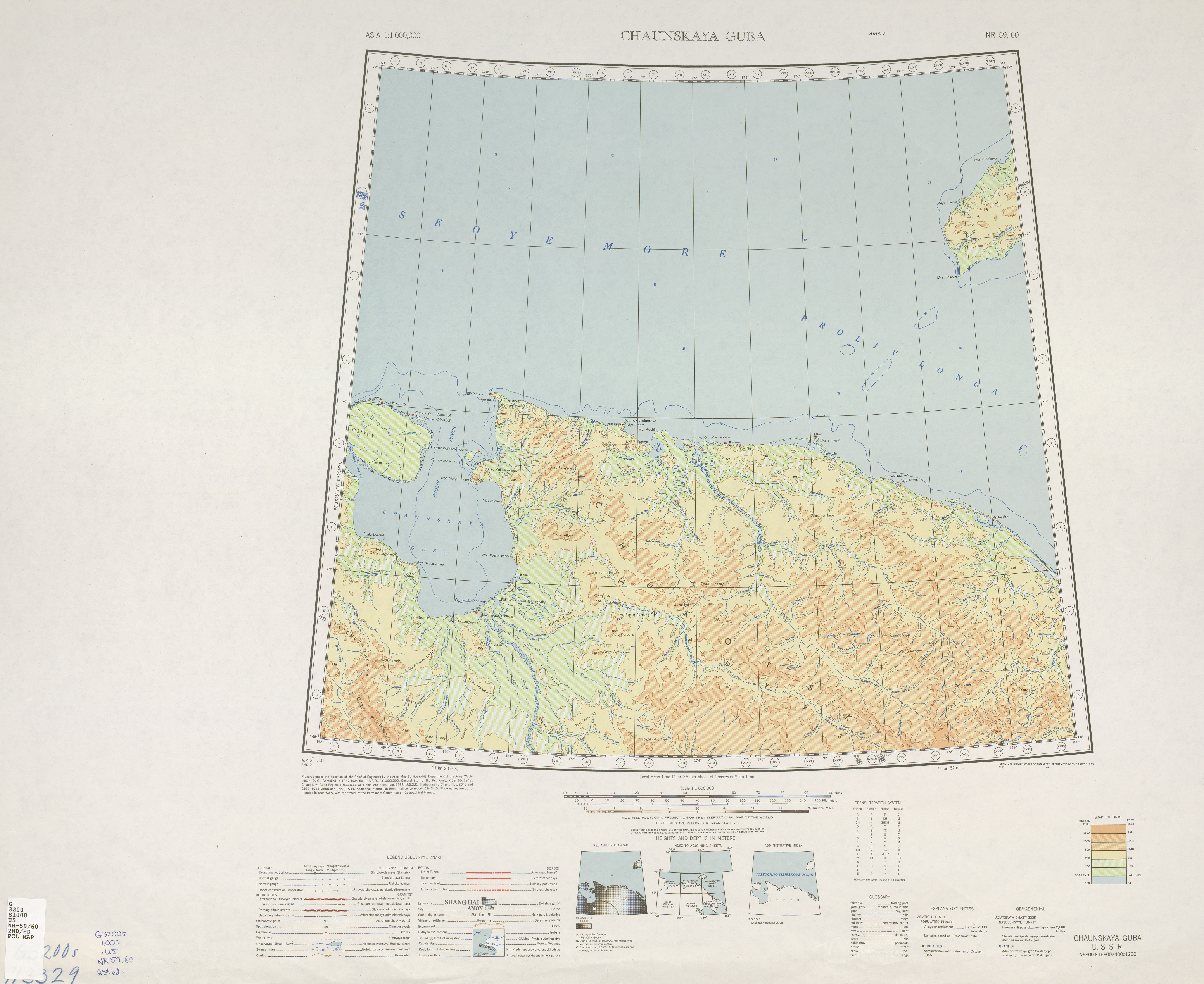
NR 59,60
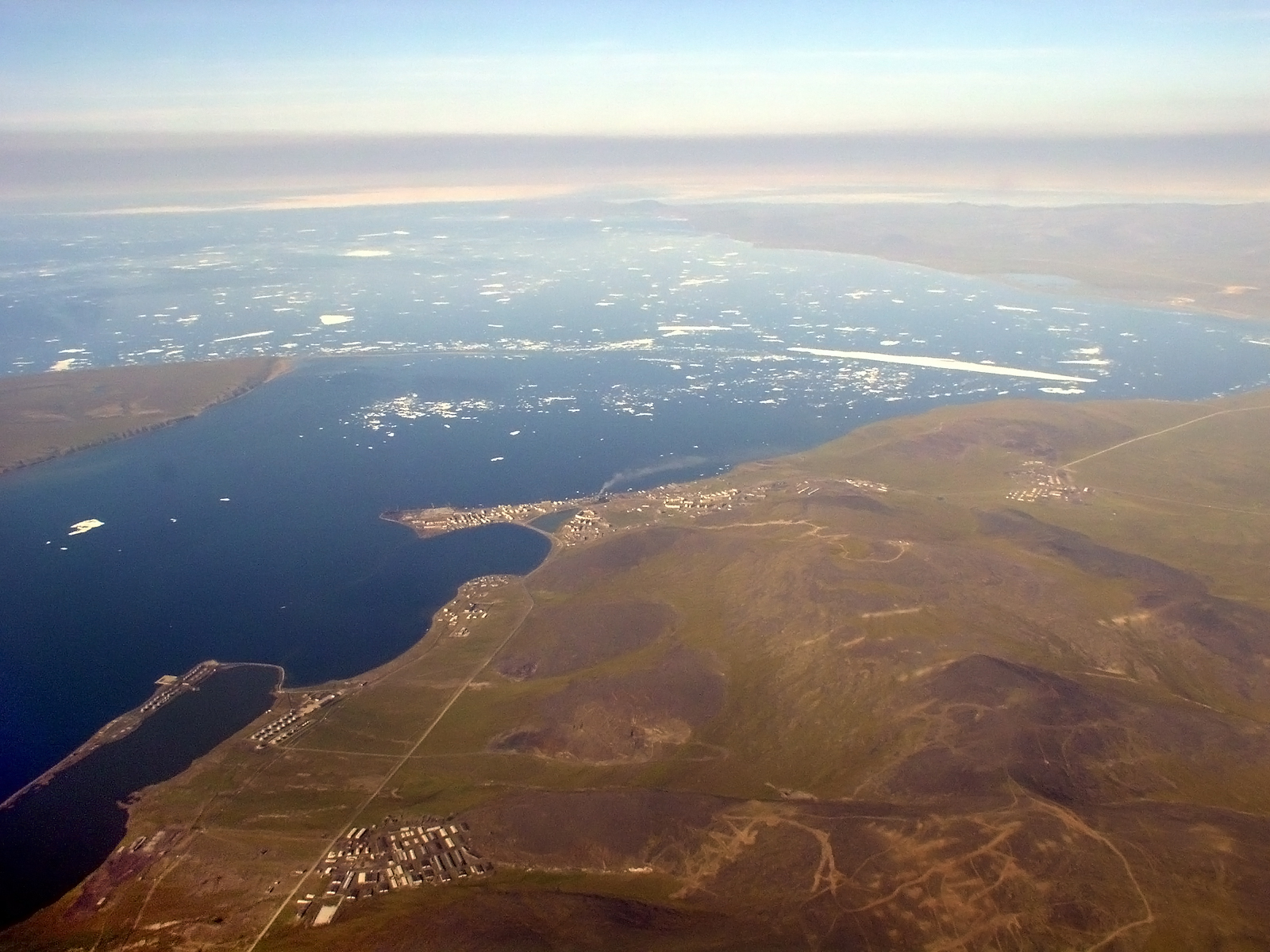
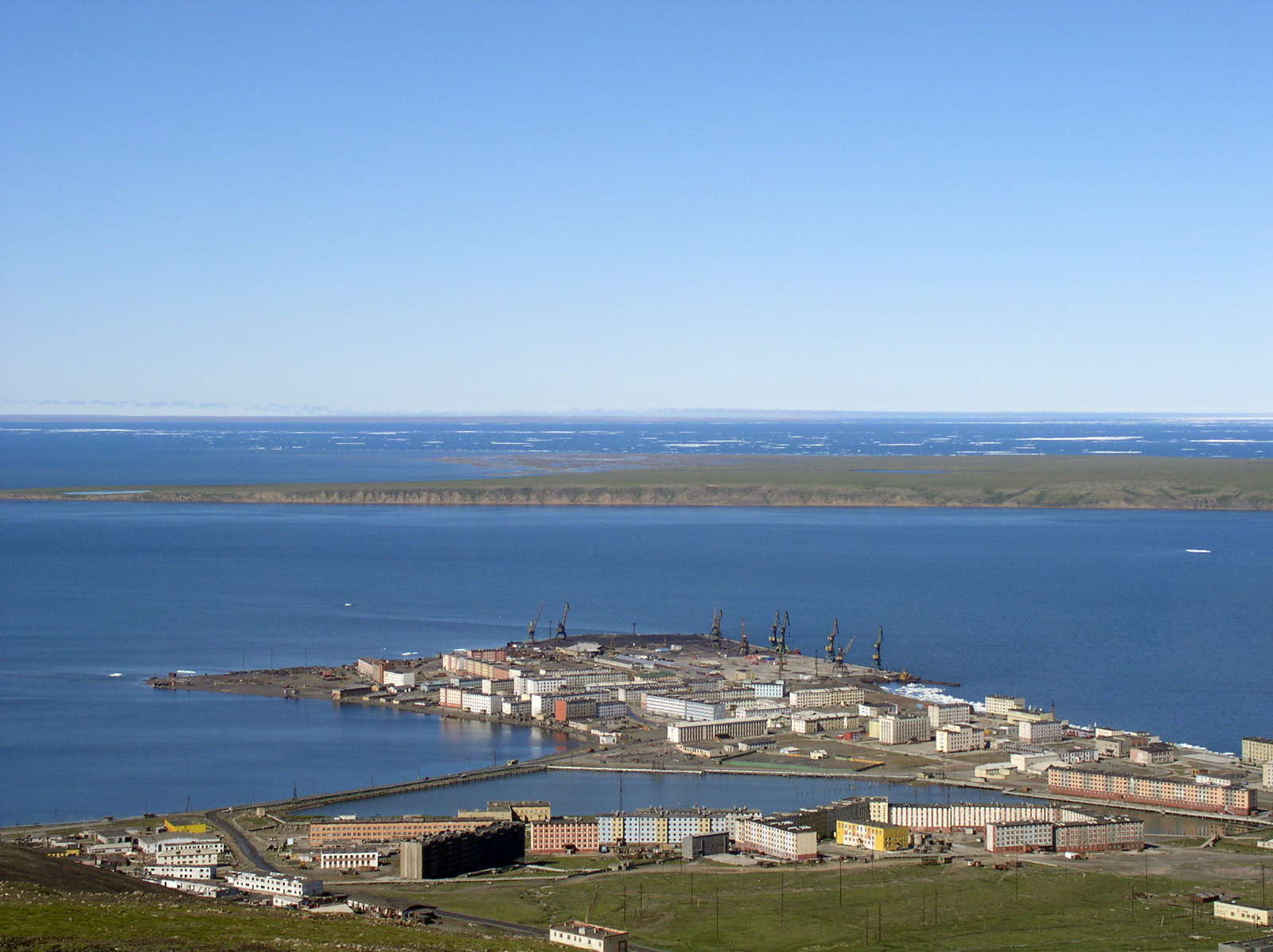
до 2011
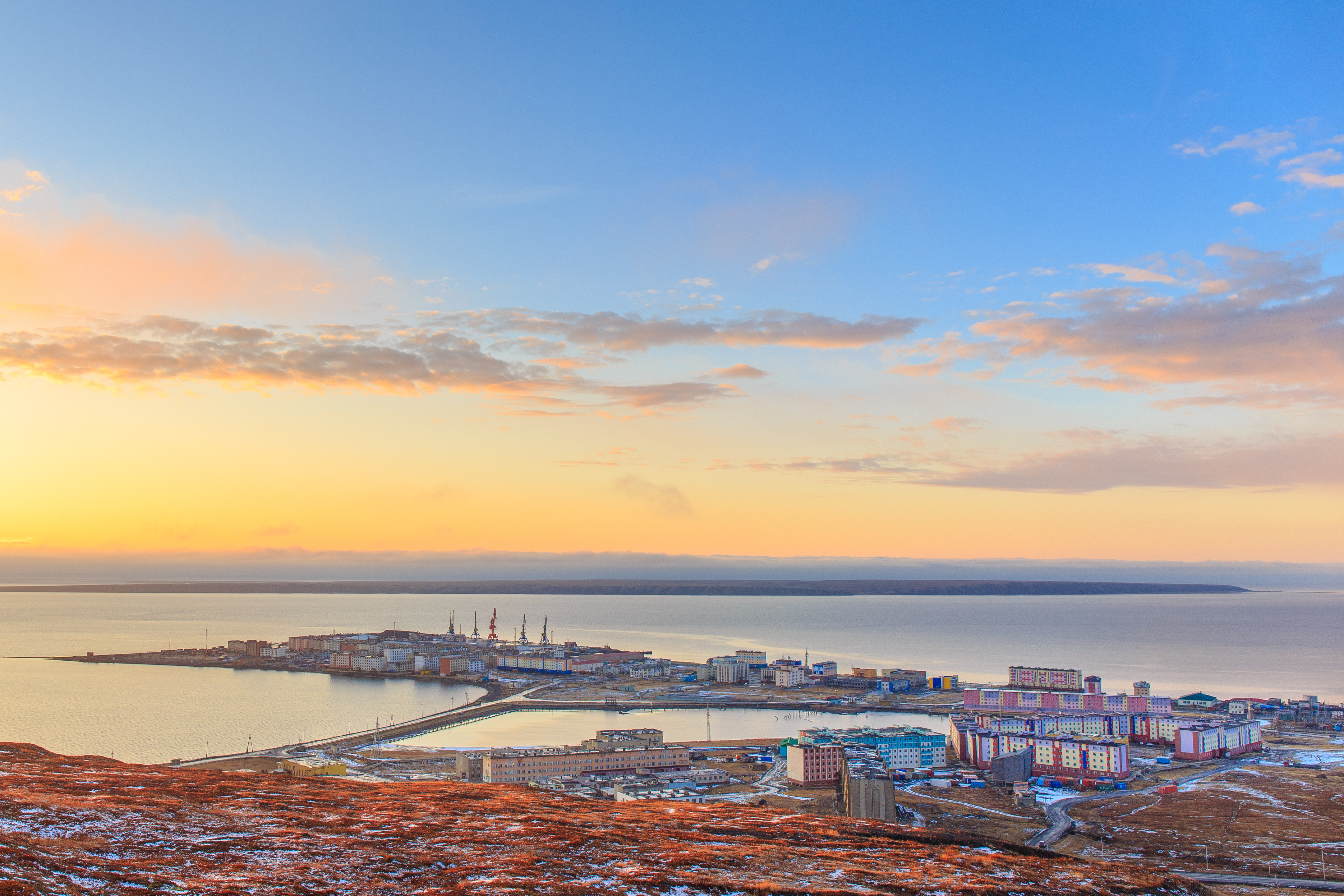
26 сентября 2014
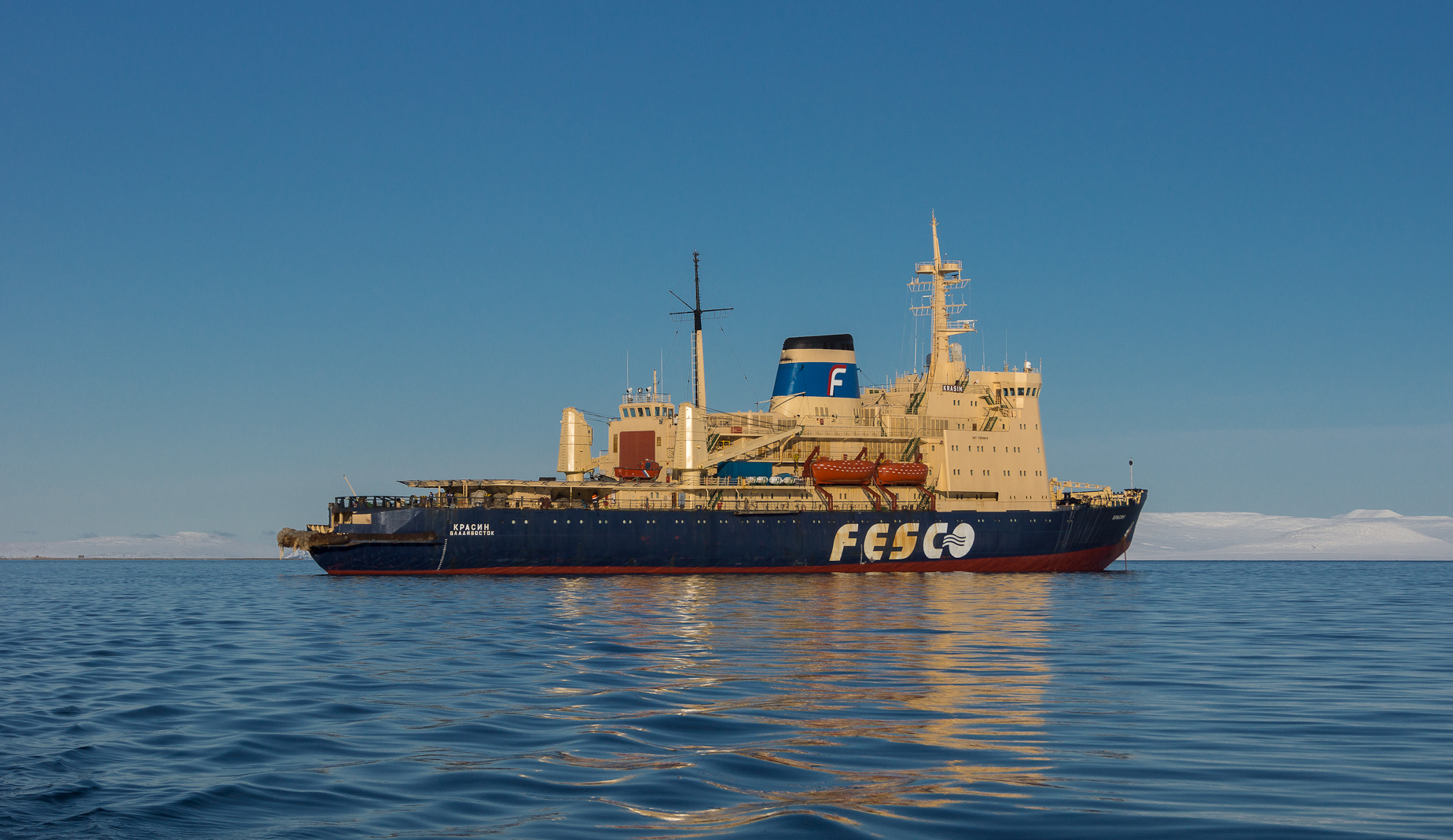
Ледокол Красин недалеко от Певека